# Markeith Cummings
Pour les articles homonymes, voir Cummings.
Markeith Terrell Cummings, né le 21 décembre 1988 à Birmingham en Alabama, est un joueur américain de basket-ball.

## Biographie
Dans son adolescence, Markeith Cummings fréquente le lycée Alfred E. Beach de Savannah, où il est membre de 3 équipes sportives différentes : l'équipe de basket-ball, de baseball et de football américain,. Il est nommé pour participer au All-Star Game du Georgia Athletic Coaches Association à la fin de la saison 2006-2007. 
Une fois diplômé, Markeith Cummings rejoint l'université d'État de Kennesaw. À la conclusion de sa saison de freshman, il est nommé pour faire partie de la second team du Atlantic Sun Conference avec une ligne de statistiques de 17,9 points, 6,1 rebonds et 2,1 passes décisives.